# فريدريك جون ميتشيل
فريدريك جون ميتشيل هو عسكري كندي، ولد في 4 ديسمبر 1893 في ستراتفورد في كندا، وتوفي في 25 ديسمبر 1979 في إدمونتون في كندا.